# Ullevi
Ullevi ili Nya Ullevi (šved. Novi Ullevi) je najveća skandinavska arena. Smještena je u Göteborgu a u njoj se odvijaju različite sportske i zabavne manifestacije. Sama etimologija riječi Ullevi dolazi iz nordijske mitologije. Ull je bio bog igara a Ullevi znači "Ullovo vlasništvo ili hram" (šved. ”Ulls egendom eller tempel”).

## Izgradnja i inauguracija arene
U Švedskoj se trebalo održati Svjetsko prvenstvo u nogometu 1958. i odlučeno je napraviti nekoliko novih stadiona.
Odluka o gradnji Ullevia donesena je 1956. a u lipnju 1957. je počela montaža 52 m duge konstrukcije za nosače. U proljeće 1958. obavljani su završni radovi a cijeli projekt je koštao 3 milijuna švedskih kruna ( ili 327 milijuna koliko bi to vrijedilo 2007. godine). U početku je bilo 52 000 mjesta i stadion je bio namijenjen kako za nogomet, tako i za atletiku, speedway i brzo klizanje.
Svečano otvorenje odigralo se 29. svbinja 1958. utakmicom između Švedske nogometne reprezentacije i gradskog nogometnog tima koja je završena nerješeno 2:2.
Broj posjetitelja je bio 49 493.
Jedan dio utakmica SP 1958. je odigran upravo na Ulleviu. Kasnije se igralo finale  EP u nogometu 1992. upravo ovdje kao i Svjetsko prvenstvo u atletici 1995. godine.

## Rekordi posjetitelja

### Glazbene manifestacije
| #  | Datum              | Manifestacija                         | Posjetitelja |
| -- | ------------------ | ------------------------------------- | ------------ |
| 1  | 8. lipnja 1985.    | Bruce Springsteen & The E Street Band | 64 312       |
| 2  | 9 lipnja 1985.     | Bruce Springsteen & The E Street Band | 62 544       |
| 3  | 11. lipnja 1983.   | David Bowie                           | 61 206       |
| 4  | 1. kolovoza 2009.  | U2                                    | 60 099       |
| 5  | 9. kolovoza 2009.  | Madonna                               | 59 600       |
| 6  | 8. kolovoza 2009.  | Madonna                               | 59 400       |
| 7  | 7. kolovoza 2004.  | Gyllene Tider                         | 58 977       |
| 8  | 12. lipnja 1983.   | David Bowie                           | 58 914       |
| 9  | 5. srpnja 2008.    | Bruce Springsteen & The E Street Band | 58 620       |
| 10 | 29. srpnja 2005.   | U2                                    | 58 478       |
| 11 | 22. lipnja 2003.   | Bruce Springsteen & The E Street Band | 58 310       |
| 12 | 4. srpnja 2008.    | Bruce Springsteen & The E Street Band | 57 942       |
| 13 | 31. srpnja 2009.   | U2                                    | 57 887       |
| 14 | 31. srpnja 1998    | Rolling Stones                        | 57 662       |
| 15 | 21. lipnja 2003.   | Bruce Springsteen & The E Street Band | 57 441       |
| 16 | 2. srpnja 2006.    | Robbie Williams                       | 57 245       |
| 17 | 21. lipnja 2009.   | AC/DC                                 | 57 205       |
| 18 | 1. srpnja 2009.    | Robbie Williams                       | 56 967       |
| 19 | 3. kolovoza 2007   | Rolling Stones                        | 56 821       |
| 20 | 19. lipnja 1982.   | Rolling Stones                        | 56 610       |
| 21 | 16. kolovoza 1997. | Michael Jackson                       | 47 315       |
| 22 | 27. srpnja 2012.   | Bruce Springsteen & The E Street Band | 66 018       |
| 23 | 28. srpnja 2012.   | Bruce Springsteen & The E Street Band | 66 561       |

### Sportske manifestacije
| Datum               | Manifestacija      | Manifestacija                      | Publik  |
| ------------------- | ------------------ | ---------------------------------- | ------- |
| 14. rujna 1958      | Boks               | Ingemar Johansson vs Eddie Machen  | 53 614  |
| 3. lipnja 1959.     | Nogomet            | IFK Göteborg-Örgryte IS            | 52 194  |
| 16. srpnja 2007.    | Nogomet za mlade   | Gothia Cup Inauguracija            | 52 000  |
| 20. svibnja 1976.   | Nogomet Druga liga | GAIS-IFK Göteborg                  | 50 374  |
| 10. rujna 2002.     | Nogomet            | IFK Göteborg - Örgryte IS          | 42 386  |
| 6. rujna 1974.      | Speedway           | VM-final                           | 38 390  |
| 14. kolovoza 1988 . | Američki nogomet   | Minnesota Vikings vs Chicago Bears | 33 150  |
| 28. prosinca 2009.  | Hokej              | Frölunda HC-Färjestads BK          | >31 144 |
| 2002.               | Nogomet za mlade   | Gothia Cup Finale                  | 28 710  |
| 31. kolovoza 1990.  | Motocross          | Ullevi Supercross                  | 26 743  |
| 8. studenog 1962.   | Hokej              | Frölunda HC -DjurgårdensIF         | 23 192  |

## Vanjske poveznice
- Stranica s fotografijama Ullevia